# 푸스타넬라

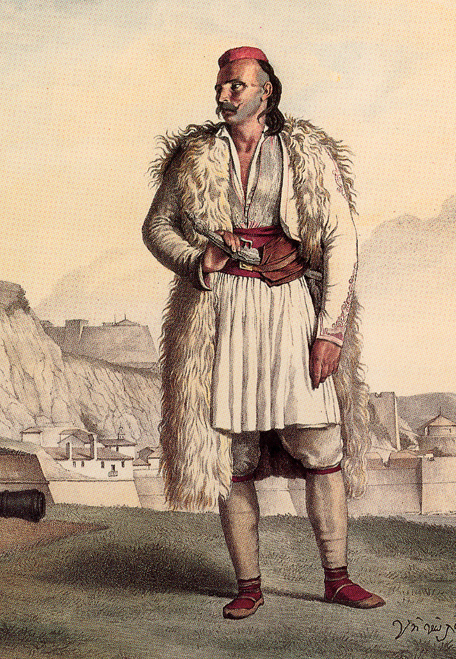
푸스타넬라를 착용한 수리오트 전사, 루이 듀프레.

푸스타넬라는 치마와 유사한 형태의 전통 옷으로 발칸반도(동남유럽) 국가들의 남성들이 주로 입은 킬트로 알려져 있다. 오늘날, 푸스타넬라는 발칸반도의 전통 의상의 일부이다. 그리스에서는 정예 보병과 같은 의장대가 착용하며, 알바니아에서는 전간기 당시 근위병이 착용하였던 것으로 알려져 있다. 그리스와 알바니아 모두 푸스타넬라를 국가 전통 의상이라 주장하고 있다.

## 같이 보기
- 킬트
- 사롱